# Матица сербская в Республике Сербской
Матица сербская в Республике Сербской (серб. Матица српска у Републици Српској), полное название Матица сербская — Общество членов в Республике Сербской (серб. Матица српска — Друштво чланова у Републици Српској) — некоммерческая, научная и неправительственная организация, основанная в июле 2010 года в городе Баня-Лука. Первым председателем избран доктор философии Младен Шукало, профессор филологического факультета Баня-Лукского университета. Генеральный секретарь — Драго Бранкович, председатель скупщины Матицы сербской — Снежана Савич.
Общество основано с целью сохранения духовных и культурных ценностей сербов Боснии и Герцеговины, развития литературы, искусства и науки сербского народа; развития связей с другими народами (преимущественно славянскими). Общество занимается научно-исследовательской, издательской и архивной деятельностью в области культуры, а именно организацией и координацией научно-исследовательской работы в сфере общественных и гуманитарных наук; издание научных журналов и созданием проектов в областях естественных и общественных наук, литературы и языка, а также областях искусства. Общество активно изучает литературу всех народов Боснии и Герцеговины, занимается энциклопедической деятельностью в научных областях, изданием крупных научных работ, защитой государственных архивов, сотрудничеством с академиями наук и искусств в Боснии и за рубежом, а также приёмом пожертвований и любой другой финансовой и материальной помощи.
Центр Матицы сербской в Республике Сербской — Баня-Лука, район Побрдже, улица Милоша Матича.

## Проекты
На учредительном собрании Скупщина Общества членов Матицы сербской установила пять направлений научно-исследовательской деятельности:
- Сербская литература в ста книгах
- Население Республики Сербской
- Словарь писателей и поэтов Республики Сербской
- Этномузыкологическая деятельность в Республике Сербской
- Демография и демографическое развитие Республики Сербской[1]